# Reyhaneh Parsa
 (janvier 2024).
Reyhaneh Parsa (née le 20 février 1999) est une actrice iranienne. Reyhaneh Parsa est née le premier Esfand 1999 à Téhéran. Elle est diplômée du conservatoire avec un diplôme en art dramatique,.
En avril 2009, Parsa était l'invité du programme Khandvaneh. L'émission à laquelle elle a participé avec Sina Mehrad est devenue un record en termes de réflexion sur les réseaux sociaux et de nombre de téléspectateurs de Telubion. La première apparition de Parsa dans une interview télévisée sur l'émission Iranium a eu lieu en août 2016,